# Corvara in Badia
Corvara in Badia (Corvara) é uma comuna italiana da região do Trentino-Alto Ádige, província de Bolzano, com cerca de 1.266 habitantes. Estende-se por uma área de 42 km², tendo uma densidade populacional de 30 hab/km². Faz fronteira com Badia, Canazei (TN), Livinallongo del Col di Lana (BL), San Martino in Badia, Selva di Val Gardena.

## Demografia
| Variação demográfica do município entre 1861 e 2011                               |
|                                                                                   |
| Fonte: Istituto Nazionale di Statistica (ISTAT) - Elaboração gráfica da Wikipedia |